# Amor real
Amor real è un serial televisivo messicano del 2003.

## Descrizione
Il serial è di genere telenovela ed è stato prodotto in Messico da Televisa. Venne trasmesso in prima visione nel 2003. La serie è stata un successo in molte parti del mondo.
Gli interpreti principali sono Adela Noriega, Fernando Colunga e Mauricio Islas. La telenovela è il rifacimento della precedente telenovela Bodas de odio (Nozze d'odio in Italia) del 1983. Basata su una storia originale di Caridad Bravo Adams, è stata adattata per questa versione da María Zarattini e prodotta da Carla Estrada.  La sigla della telenovela si intitola Amor real ed è cantata dal gruppo musicale Sin Bandera.

## Trama
Ambientata in Messico, in un'epoca di profondo romanticismo, nel XIX secolo, il serial narra la storia di Matilde Peñalver (interpretata da Adela Noriega) che, sfidando le regole dell'aristocrazia alla quale appartiene, si innamora di Adolfo Solìs (interpretato da Mauricio Islas), semplice soldato senza alcuna ricchezza. Matilde spera che il padre, buono e leale, le permetta di sposare l'uomo che ama, ma la madre, Augusta Curiel de Peñalver (interpretata da Helena Rojo), vuole per lei un marito ricco al solo scopo di salvare la famiglia dalla bancarotta.
Manuel Fuentes Guerra (interpretato da Fernando Colunga) è il candidato perfetto: è un giovane erede di un'immensa fortuna. Augusta non sa che Manuel è il figlio illegittimo del ricco proprietario terriero Joaquín Fuentes Guerra (interpretato da Julio Alemán) e frutto di una violenza subita per sue mani da una povera ragazza. Ricorrendo ad ogni genere di intrigo, la perfida Augusta e il figlio Humberto Peñalver (interpretato da Ernesto Laguardia) riescono nell'intento di mandare Adolfo in galera e fanno credere a Matilde che lui è già sposato e padre di famiglia. In preda alla disperazione, Matilde si arrende alla volontà della madre ed acconsente al matrimonio con Manuel, che ha provveduto a saldare i debiti della sua famiglia.
Intanto, Adolfo scappa di prigione e si reca da Matilde, la quale è convolata a nozze con il rivale. Riesce a vedere l'amata in segreto e a chiarire la sua posizione, giurandole amore eterno. I due giovani decidono di scappare insieme, tuttavia Manuel li scopre e porta Matilde via con sé nella sua tenuta per consumare la prima notte di nozze. Dopo un'intensa e frenetica ricerca, Adolfo finalmente riesce a trovare Matilde e per portarla via con sé fa credere a Manuel, all'oscuro della sua vera identità, di essere il nuovo amministratore della sua tenuta.
Allo stesso tempo Matilde e Manuel scoprono di essere stati vittime dei raggiri di Augusta e di Humberto. Con il passare del tempo, e di fronte ai continui tentativi di Manuel per conquistare il cuore della moglie, Matilde si rende conto di non amare più Adolfo, ma di essere profondamente innamorata del proprio marito.

## Personaggi
- Matilde Peñalver, interpretata da Adela Noriega
- Manuel Fuentes Guerra, interpretato da Fernando Colunga
- Adolfo Solìs, interpretato da Mauricio Islas
- Humberto Peñalver, Interpretato da Ernesto Laguardia
- Augusta Curiel de Peñalver, interpretata da Helena Rojo

## Curiosità
Televisa ha pubblicato su DVD una versione ridotta di 410 minuti, in diversi idiomi, tra cui anche l'italiano.